# Härfjätter
Härfjätter (fornvästnordiska: Herfjǫtur) är en valkyria i nordisk mytologi. I Grímnismál 36 är hon en av tretton valkyrior som sköter betjäningen i Valhall genom att bära fram vin och öl till Oden och einhärjarna. Hennes namn nämns också i en tula som kallas Heiti valkyrja (”Namn på valkyrior”) och finns i AM 784 Ib 4°.
Herfjǫtur(r) – som kan översättas ”stridsboja” – är även namnet på en särskild trolldom som varit mycket fruktad i krig: Konsten att med magiska medel ”ställa” eller förlama stridande så att de blir orörliga och försvarslösa. Det är denna trolldom som valkyrian Härfjätter personifierar.

## Stridsbojan
Religionshistorikern Britt-Mari Näsström beskriver ”stridsbojan” på följande sätt:
| ” | Stridsbojan var ett tillstånd som troddes drabba såväl den enskilde krigaren som hela härar. Den beskrivs i källorna som ett tillstånd av fysisk och psykisk natur som vållade förlamning, vilket naturligtvis var ödesdigert för den som befann sig på slagfältet. Tillståndet verkar likna det som man kan uppleva i en mardröm – man hotas av fara men är samtidigt oförmögen att röra sig. Däremot handlar det inte om att bli stel av skräck. Erfarna slagskämpar som annars inte brukade tveka i stridens hetta kunde också drabbas av den fruktade stridsbojan. | „ |

Stridsbojan nämns vid namn i Sverres saga, Harðar saga samt Sturlungasagan, och troddes vara utsänd av någon sejdkvinna på fiendesidan. Men det krävdes stor kraft av den trollkunniga för att betvinga en viljestark krigare. Om Hǫrðr Grímkelsson, hjälten i Harðar saga, berättas att han tre gånger lyckades kasta av sig stridsbojan, men fjärde gången fälldes han. Om en annan erfaren kämpe, Guðmundr Ólafsson, sägs i Íslendinga saga att han plötsligt började röra sig allt långsammare. Hans stridskamrat Svarthǫfði frågade: ”Har stridsbojan fallit över dig?”, men Guðmundr mäktade knappast svara. Strax därpå fick han en yxa i skallen.

## Motmedel
Att det har funnits magiska motmedel mot ”stridsbojan” tycks framgå av första Merseburggaldern, som i sitt nuvarande skick daterar sig från 900-talet.
| En gång satt idiser här och de satt där. Några band bojor, några hejdade hären, några löste bojorna: Spring ur bojorna, fly från fienden. | Eiris sazun idisi, sazun hera duoder. suma hapt heptidun, suma heri lezidun, suma clubodun umbi cuoniouuidi: insprinc haptbandum, invar vigandun. |  |

Idiserna bör ha motsvarat Nordens diser. Uppenbarligen rör det sig om ett slags valkyrior, skriver Rudolf Simek och åberopar valkyrian Härfjätter, som enligt namnet kunde fjättra härar. I alla händelser har gränsen mellan diser och valkyrior varit flytande, vilket kanske framgår av uttrycket dísir Herjans (”Odens diser”) som kenning för ”valkyrior”.

## Exempel från 1900-talet
Tron att det har varit möjligt att med magiska medel ”stä” (eller ”ställa”) människor och djur så att de inte kunnat röra sig, är väl dokumenterad även i Sverige så sent som i förra århundradet. En tjuv som blivit ”städd” blev stående med tjuvgodset tills ägaren kom och tackade honom för att han hade vaktat godset. Även björnar och hästar kunde på samma sätt slås med förlamning. Carl-Herman Tillhagen berättar:
| ” | En av de klokes mest omvittnade konster var att ”stä” hästar, d.v.s. att på avstånd förtrolla en häst, så att han inte kunde röra sig. Vilken häst som helst, som inte hade flygrönn i selpinnarna, kunde han stä. Ofta berättad och vida spridd är historien om länsmannen, som skulle hämta den kloke för något fuffens han anklagades för. Då den kloke tagit plats i länsmannens åkdon, kunde denne inte få hästen ur stället förrän den kloke på nytt stigit ur. För mindre än 20 år sedan upptecknade förf. en historia om en klok, som var ”så pass”, att han på samma sätt städde landsfiskalens – bil. | „ |